# Charles A. M. Meszoely
Charles Aladar Maria Meszoely (* 24. April 1933 in Székesfehérvár, Ungarn; † 1. August 2020 in Nashville, Tennessee) war ein ungarisch-US-amerikanischer Paläontologe, Parasitologe und Biologe.

## Leben
Meszoely war der Sohn von Karoly Mészöly und Sarolta Erdely. Er und seine Familie verließen Ungarn 1945 während der russischen Besatzung und ließen sich als politische Flüchtlinge in Deutschland nieder. 1951 emigrierten sie in die Vereinigten Staaten. Sie zogen in die Gegend von Boston, wo Charles Meszoely den Großteil seiner Karriere verbrachte. Er wurde eingezogen und kehrte nach Deutschland zurück, um während des Koreakrieges in den US-Streitkräften zu dienen. Nach seiner Rückkehr nach Boston nahm er 1954 die US-Staatsbürgerschaft an. Im Rahmen des GI-Programms absolvierte er ein Biologie-Studium an der Northeastern University, wo er 1961 den Bachelor of Science erlangte. Im selben Jahr heiratete er Janice Massie. Aus dieser Ehe gingen zwei Töchter hervor. 1963 graduierte er zum Master of Science und 1967 wurde er an der Boston University zum Ph.D. promoviert. Von 1966 bis 1968 war Dozent an der Boston University. Er lebte mit seiner Familie in Mansfield, Massachusetts und 1969 arbeitete als wissenschaftlicher Mitarbeiter in Biophysik im Armed Forces Institute of Pathology in Washington, DC, wo er mit Hilfe der Elektronenmikroskopie Forschungen über den Malaria-Parasiten Plasmodium falciparum betrieb. 1971 wurde er ordentlicher Professor an der Northeastern University in Boston, wo er bis zu seiner Pensionierung im Jahr 2011 Studenten der Heilberufe, der Krankenpflege, der Biologie sowie Doktoranden unterrichtete. Er publizierte viel auf den Gebieten der Paläontologie und Parasitologie. Im Herbst 2018 zog er mit seiner Frau mit Springhill, Tennessee. Meszoely engagierte sich für den Naturschutz sowie für die Erhaltung der natürlichen Ressourcen und diente als Naturschutzbeauftragter seiner Heimatstadt. Er war Mitglied der American Society of Ichthyologists & Herpetologists, der Society of Vertebrate Paleontologists und mehrerer Naturschutzorganisationen. 
Meszoelys Interessen umfassten die Paläontologie, insbesondere die Evolution und Systematik fossiler und rezenter Schleichen und anderer niederer Wirbeltiere des Känozoikums sowie die Parasitologie, wo er sich mit den ultrastrukturelle Veränderungen des Malariaparasiten befasste. 
1970 veröffentlichte Meszoely die Schrift North American fossil anguid lizards. 1967 beschrieb er die fossile Salamanderart Piceoerpeton willwoodensis, 1970 die fossile Schleichenart Arpadosaurus gazinorum und 1984 mit Zdeněk V. Špínar und Richard L. E. Ford die fossile Froschart Albionbatrachus wightensis aus dem Eozän.
Meszoely starb an den Folgen der Alzheimer-Krankheit.

## Dedikationsnamen
Van Wallach benannte 1999 die Blindschlangenart Indotyphlops meszoelyi zu Ehren von Meszoely.